# Chaima jezik
Chaima jezik (chayma, guaga-tagare, sayma, warapiche; ISO 639-3: ciy), jezik karipske porodice kojim govori nepoznat broj osoba iz istoimenog plemena Chaima ili Chayma iz obalnog područja Venezuele. Pripada obalnoj podskupini sjevernokaripskih jezika.
Kako su pripadnici etničke grupe integrirani u venezuelsku kulturu, svi su bilingualni u španjolskom jeziku [spa]. Svojevremeno se smatrao dijalektom karipskog jezika [car].

## Vanjske poveznice
- Ethnologue (15th)